# 3597 Каккурі
3597 Каккурі (3597 Kakkuri) — астероїд головного поясу, відкритий 15 жовтня 1941 року.
Тіссеранів параметр щодо Юпітера — 3,175.